# Mosquée Djuma d'Ardestan

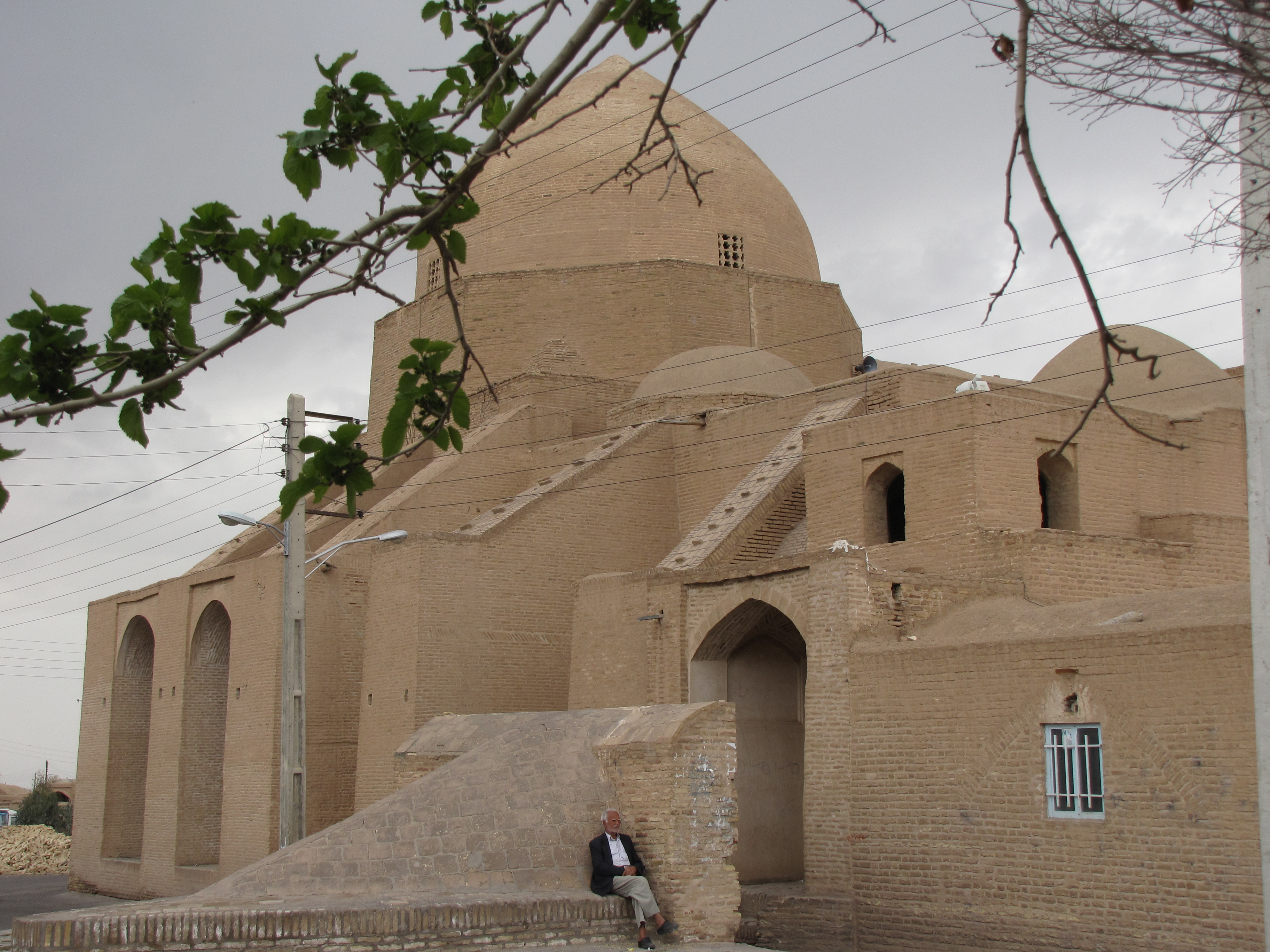
Djuma-Ardestan

La mosquée Djuma d'Ardestan (en persan : مسجد جامع اردستان) est un monument religieux historique de la ville d'Ardestan située dans la province d'Ispahan. C'est l'une des plus anciennes mosquée d'Iran, et l'une des mieux conservées. Mais sa réalisation terminale au XIIe siècle s'est étalée sur plusieurs siècles. C'est aussi la première mosquée à deux niveaux dans l'histoire de l'Islam et la deuxième mosquée à quatre iwans, créée pendant la période des Seldjoukides (XIe siècle-XIIIe siècle).

## Histoire
La mosquée a probablement été bâtie à partir des ruines d'un site tchahartagh, un temple du feu zoroastrien. Les restes de la structure ont été d'abord incorporé dans un plan de mosquée-kiosque  
Plus tard, au cours du XIIe siècle, le plan mosquée-kiosque a été transformée en mosquée à cour centrale et à quatre iwans . Quatre entrées avec porches relient les espaces environnants à la mosquée. C'est un exemple de plan architectural appelé koch.
Sone style architectural Razi, obtenu après les transformations, est celui de la Grande Mosquée d'Ispahan
Des versets du Coran et des poèmes dédiés à des imams sont gravés sur les quatre portes .
L'arche et la maçonnerie sous le dôme situé au Sud sont des chefs-d'œuvre de l'époque Seldjoukides
Au XIIIe siècle durant la période de l'Ilkhanat de Perse la décoration en stuc du mihrab a été modifiée.

## Galerie

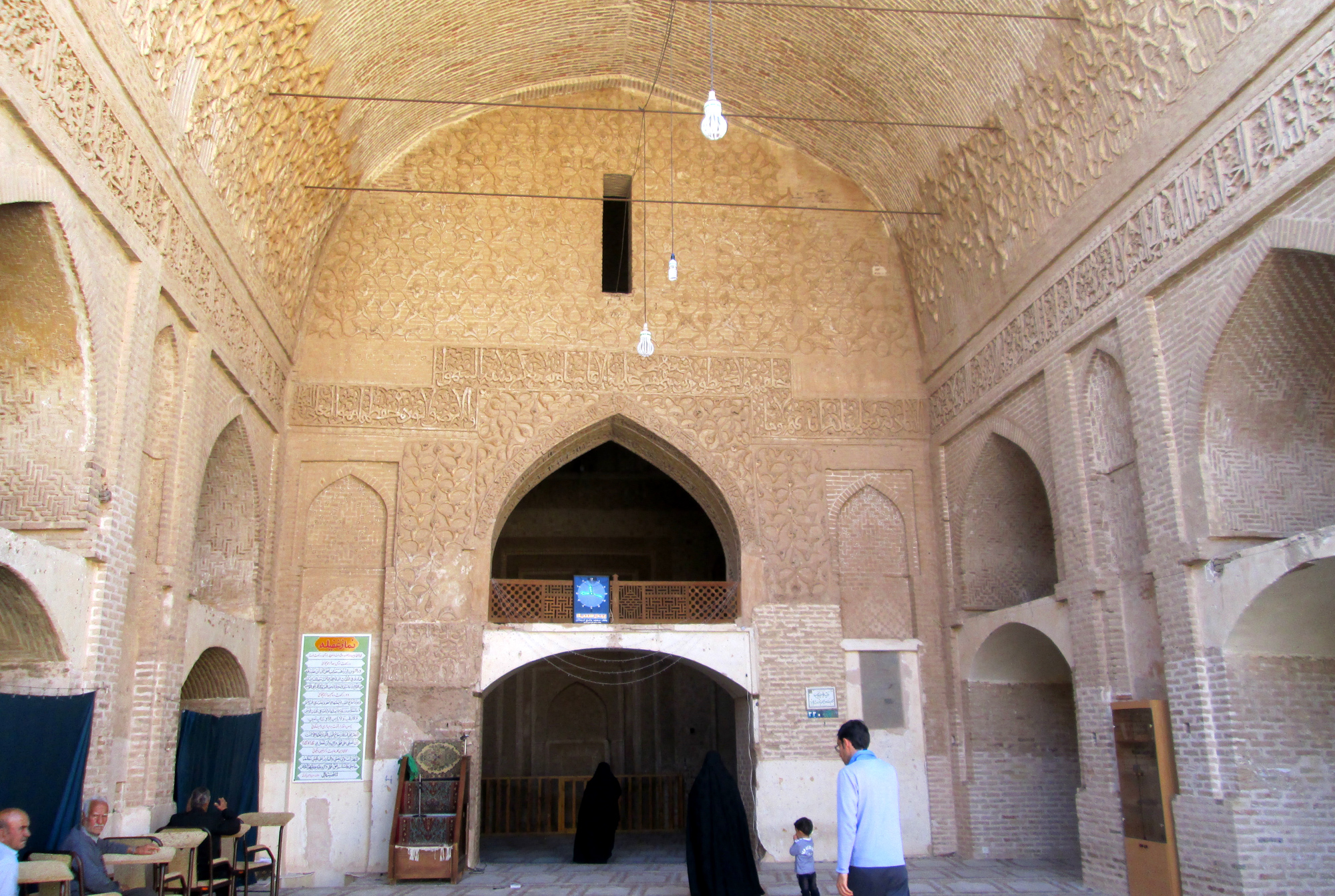
mosquée d'Ardestan
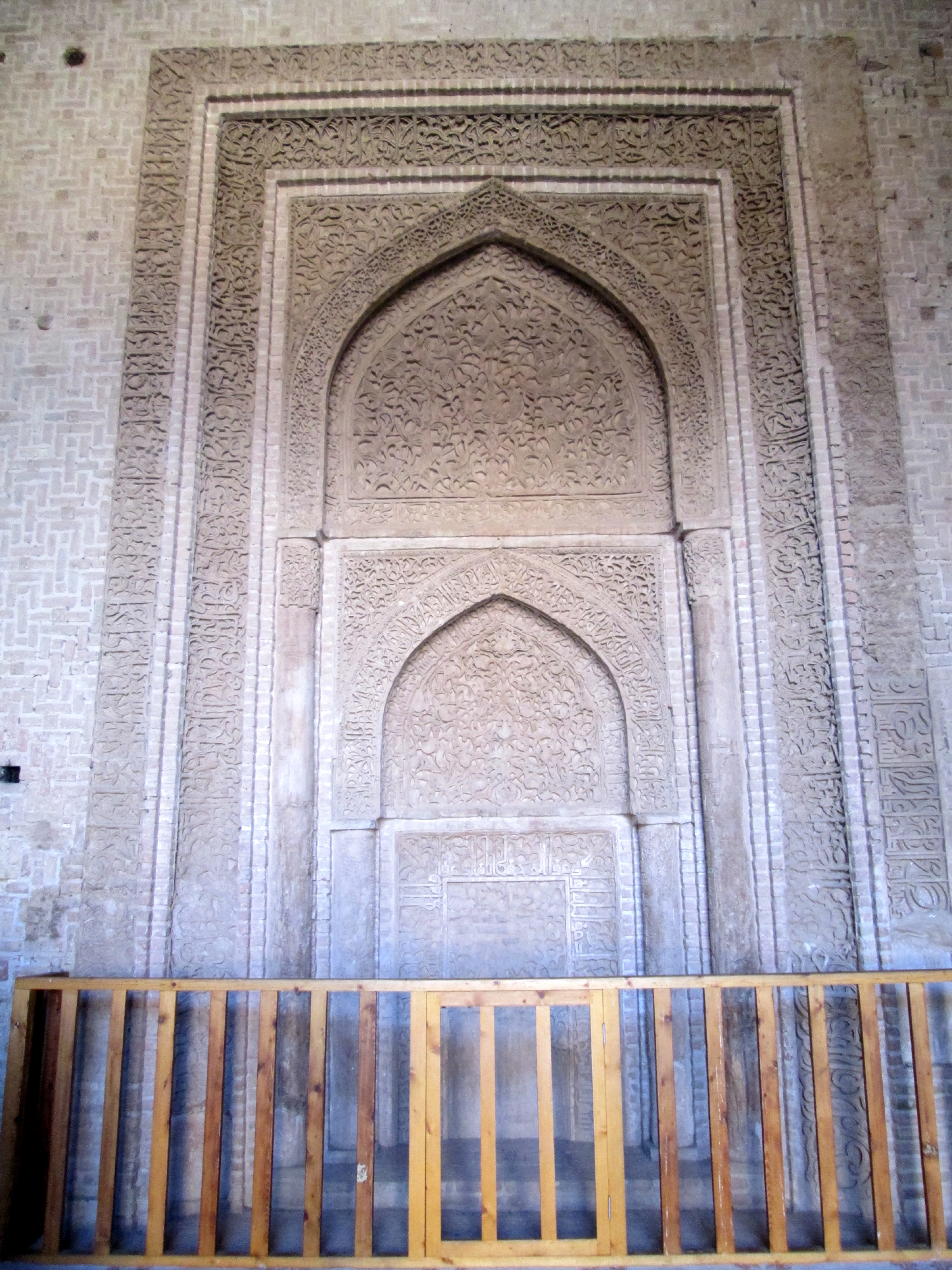
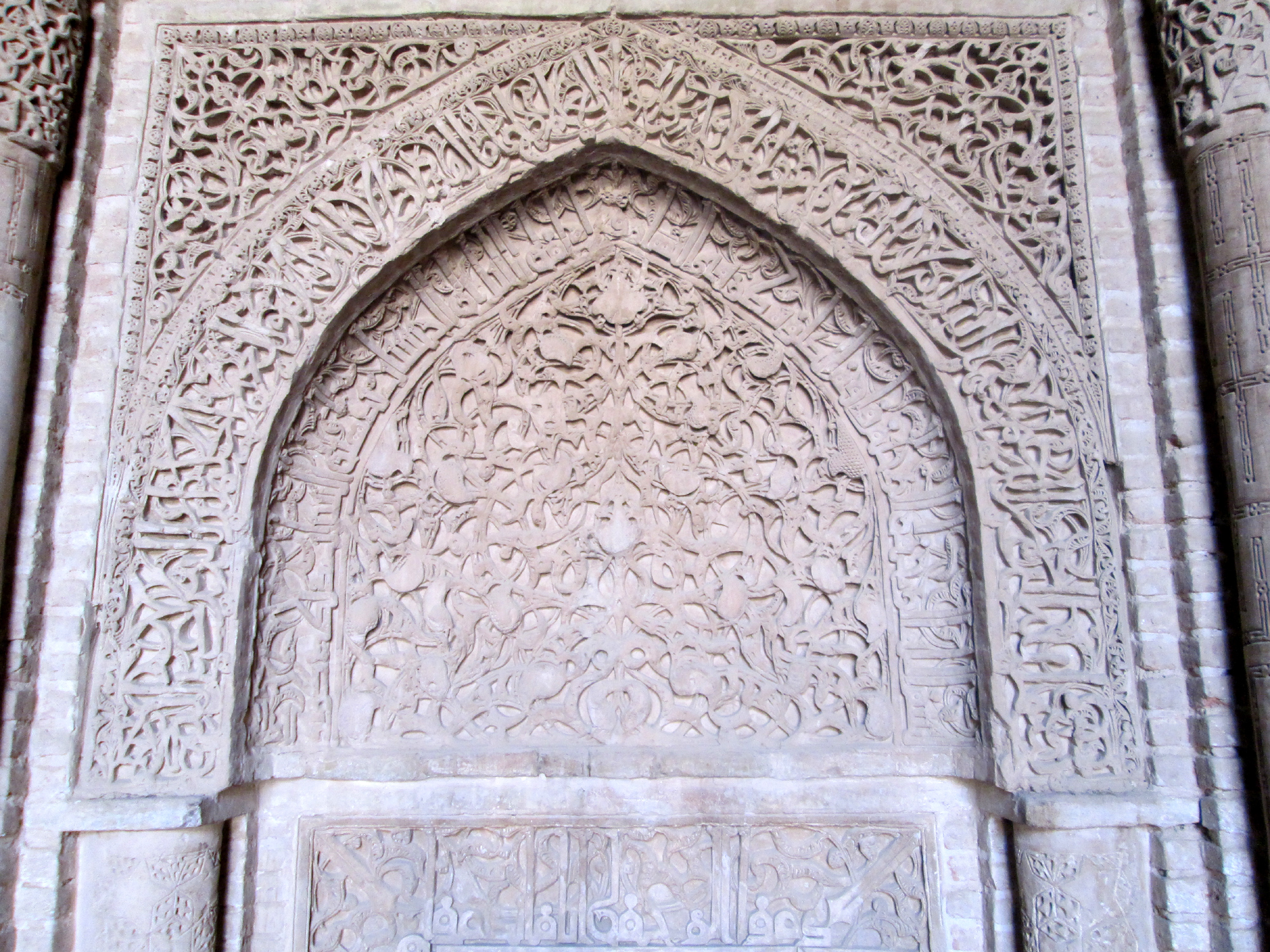
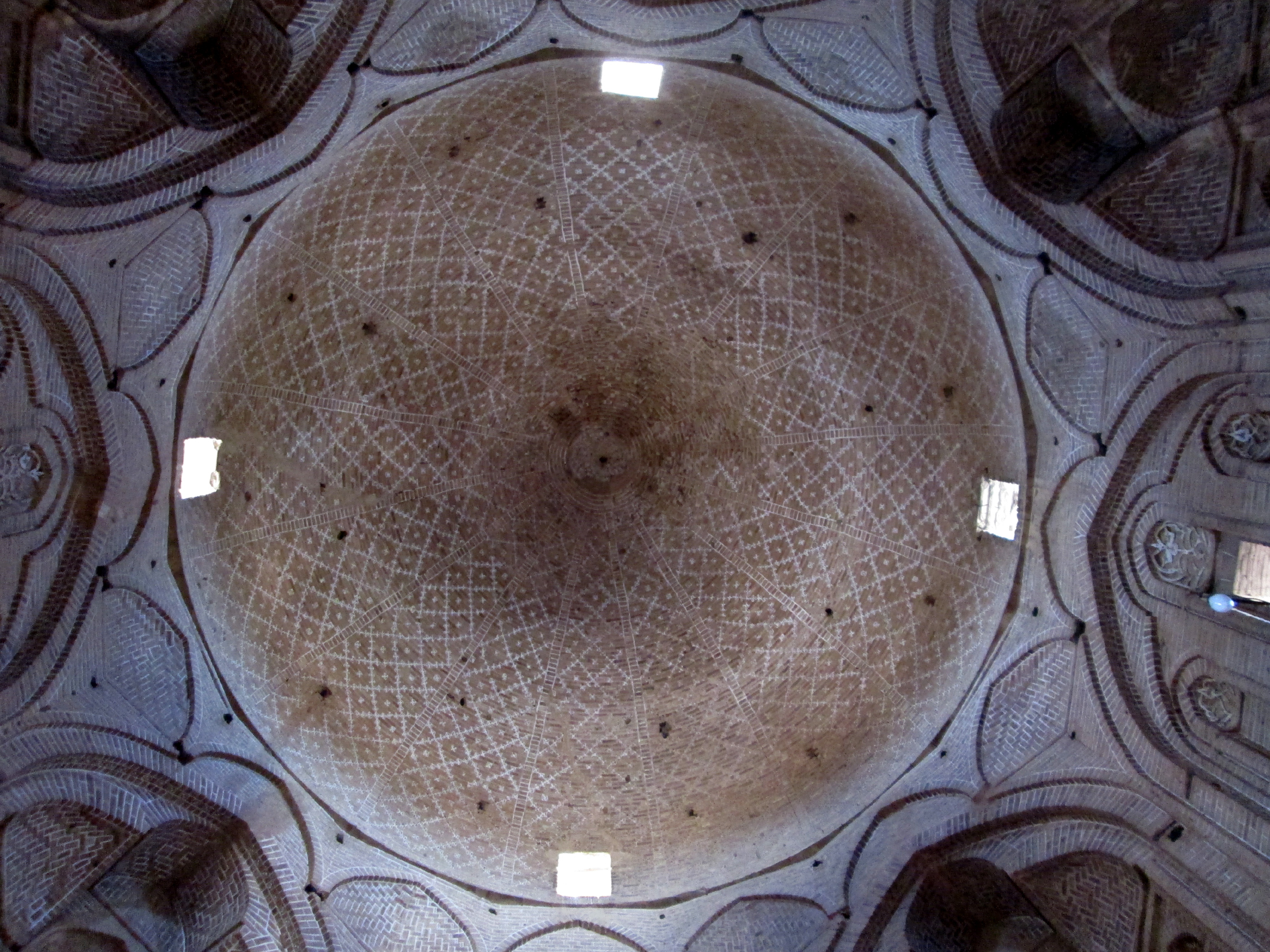
Vue du dôme principal de la mosquée
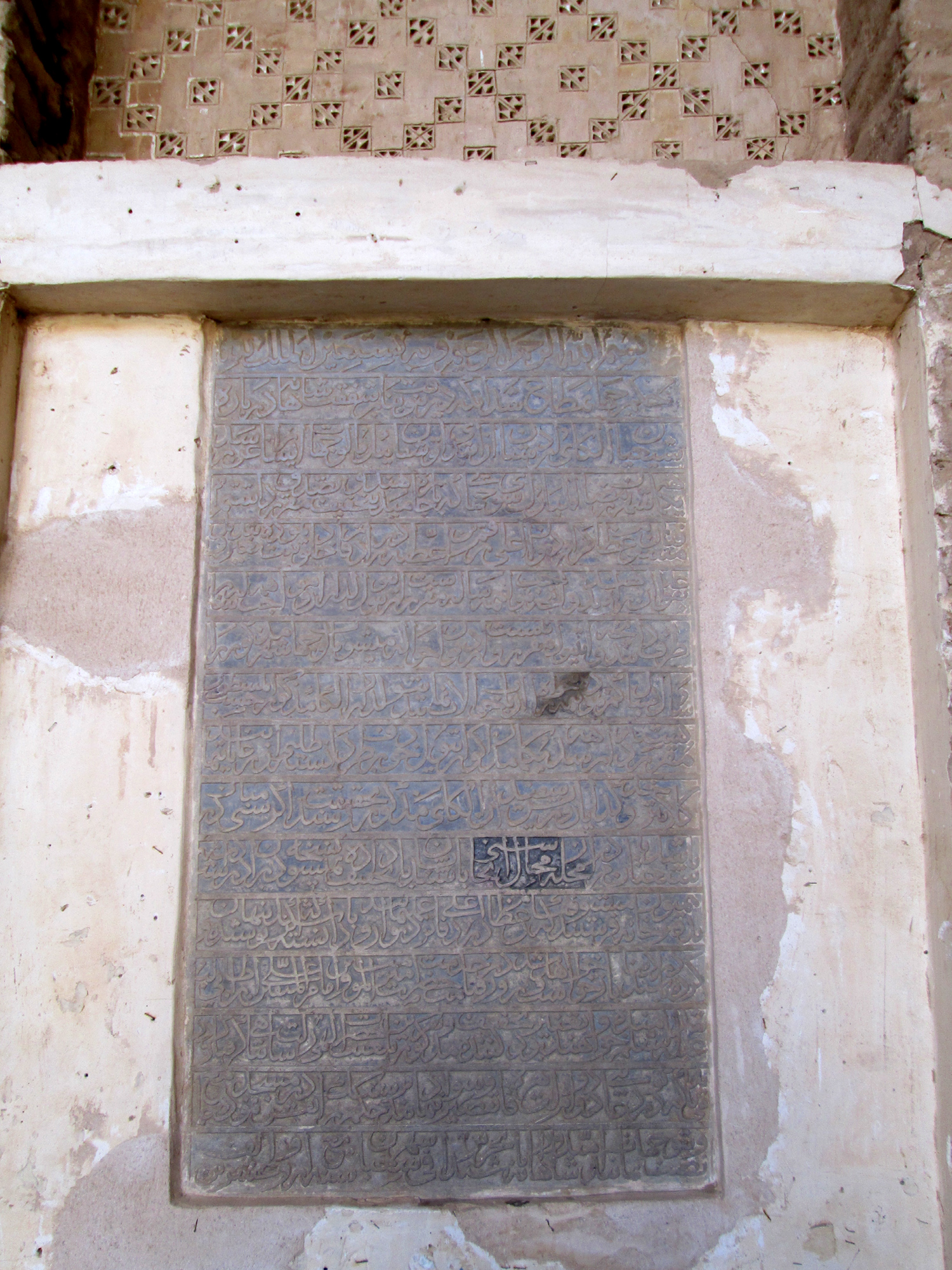
Inscription du porche principal de la mosquée
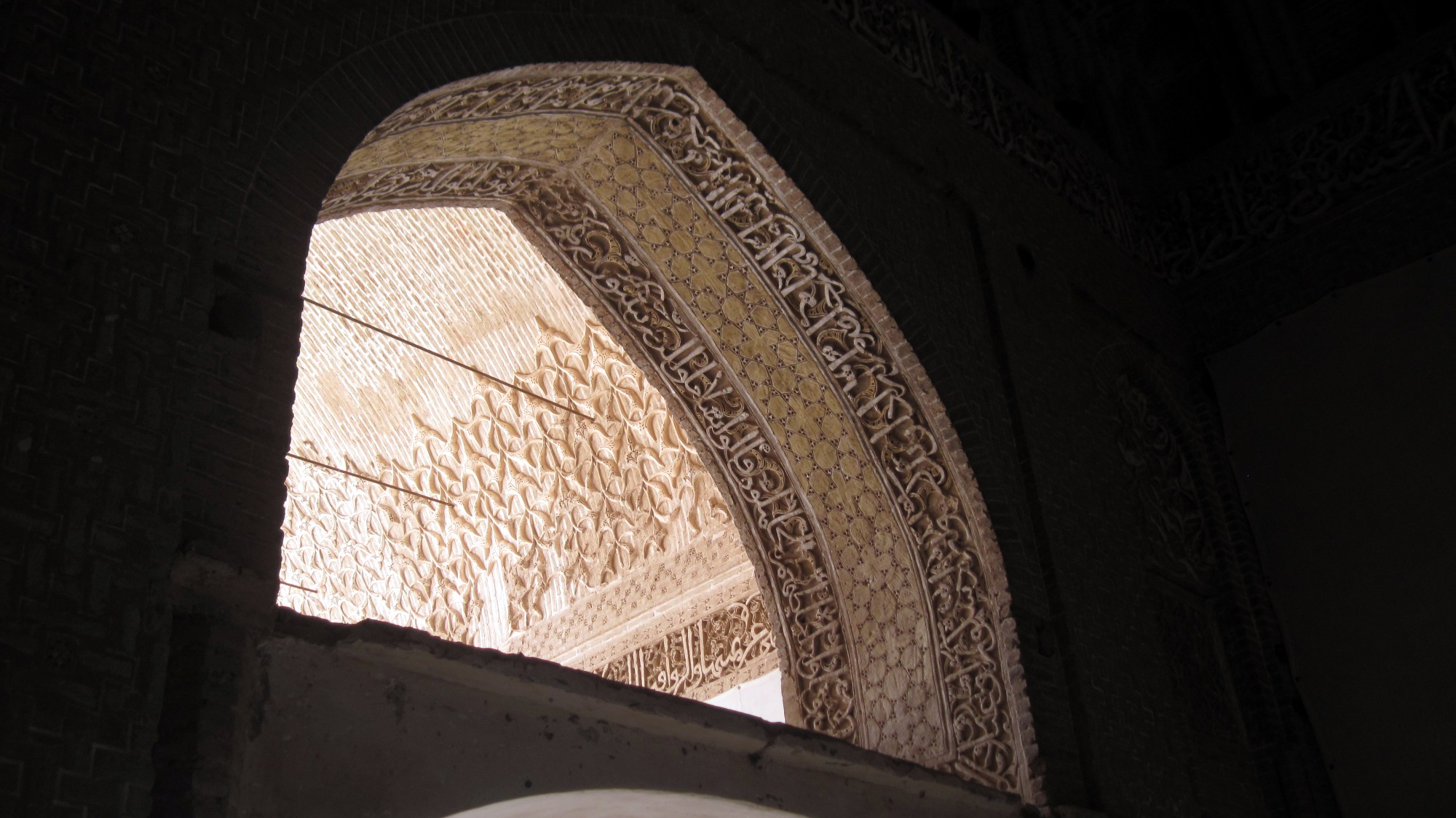
Vue de l'intérieur de la mosquée
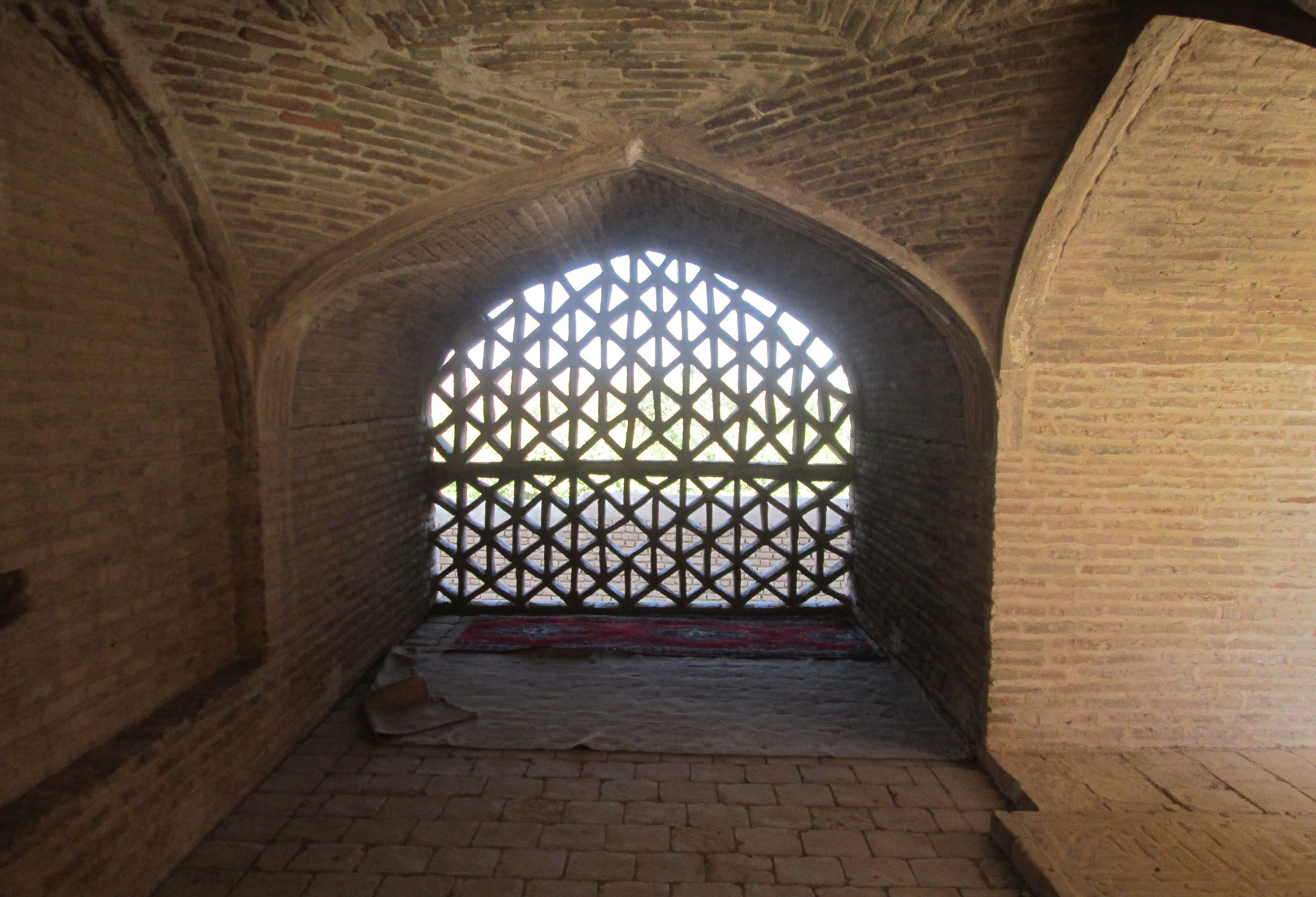
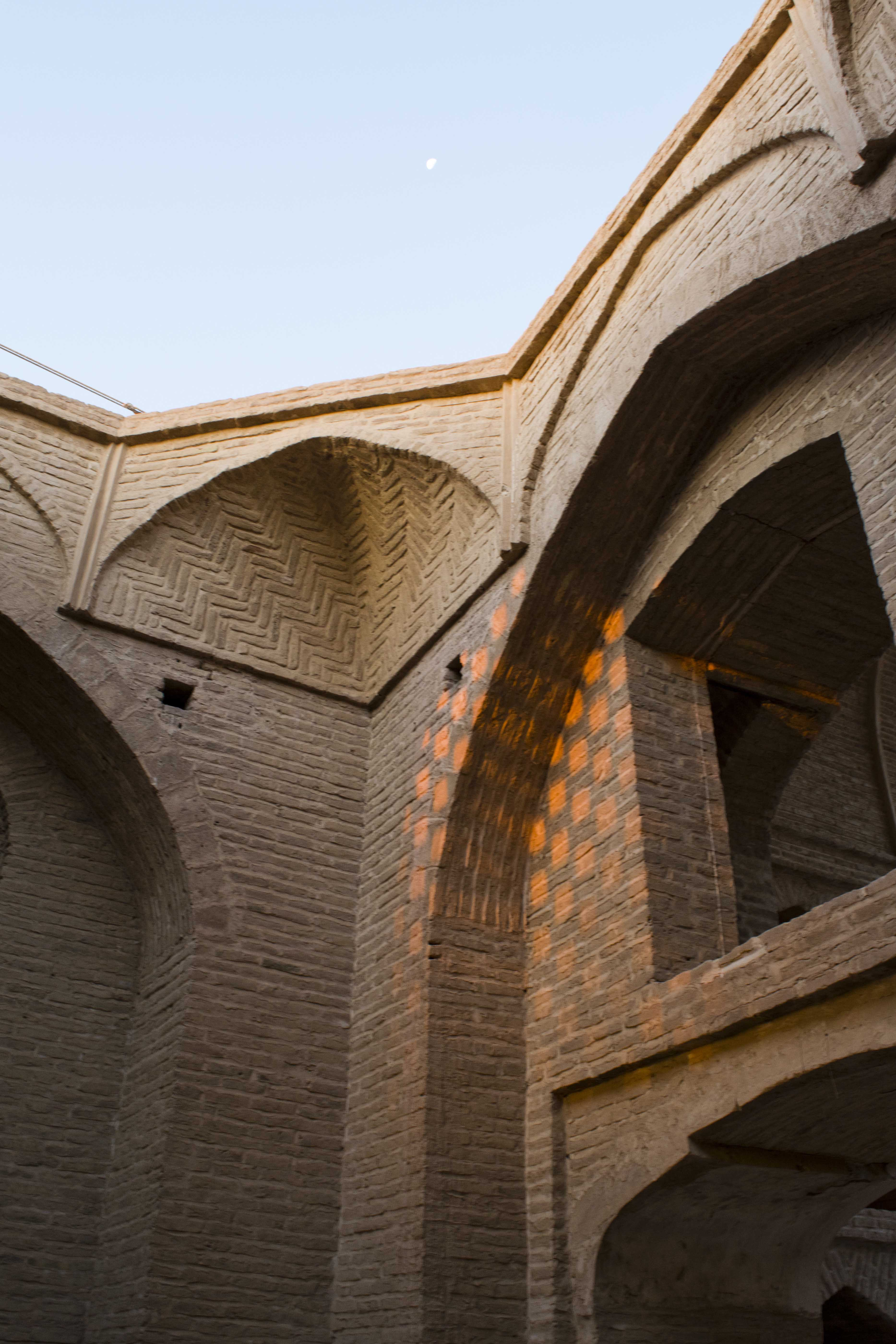
Vues matinales de la mosqué
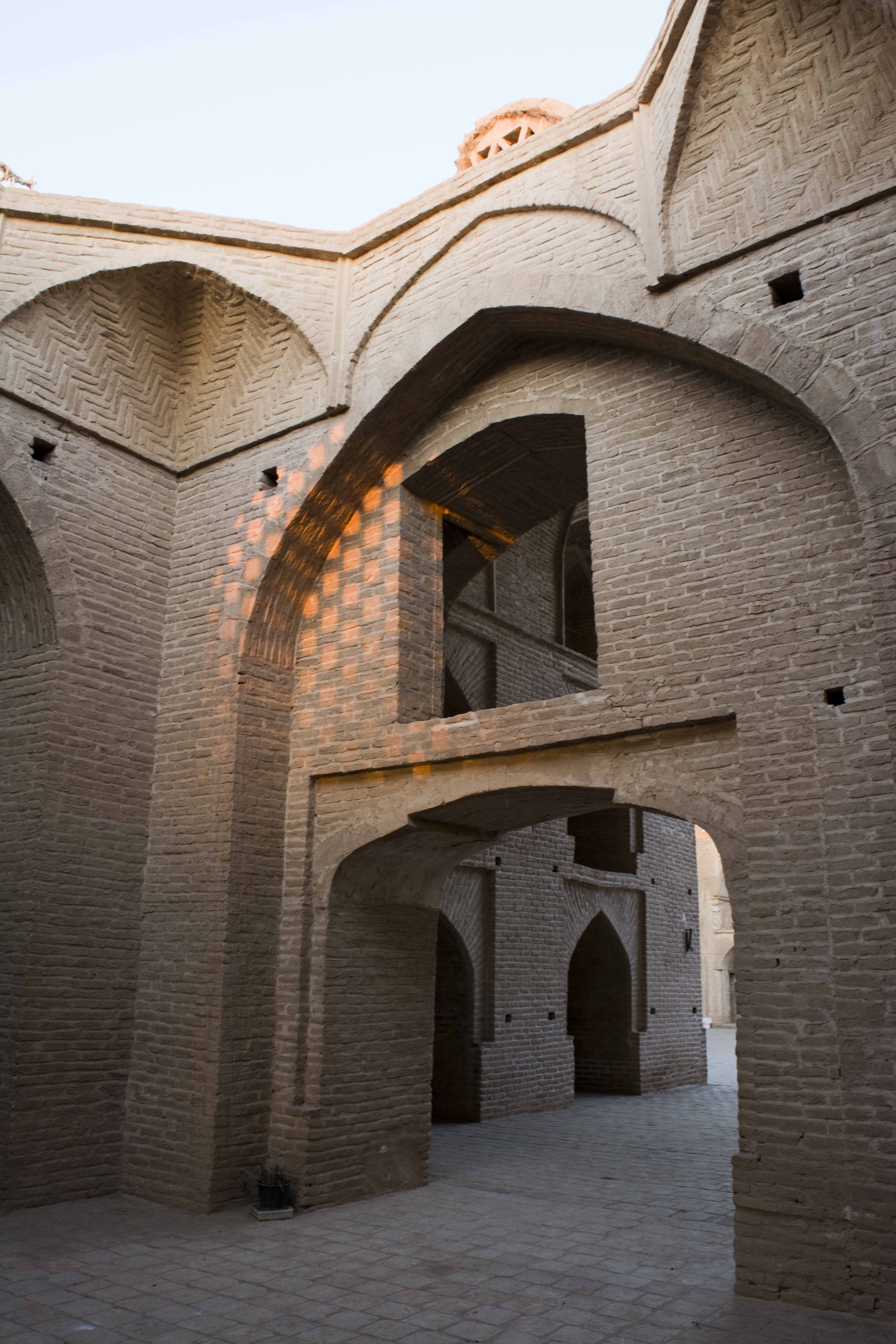
Vues matinales de la mosqué
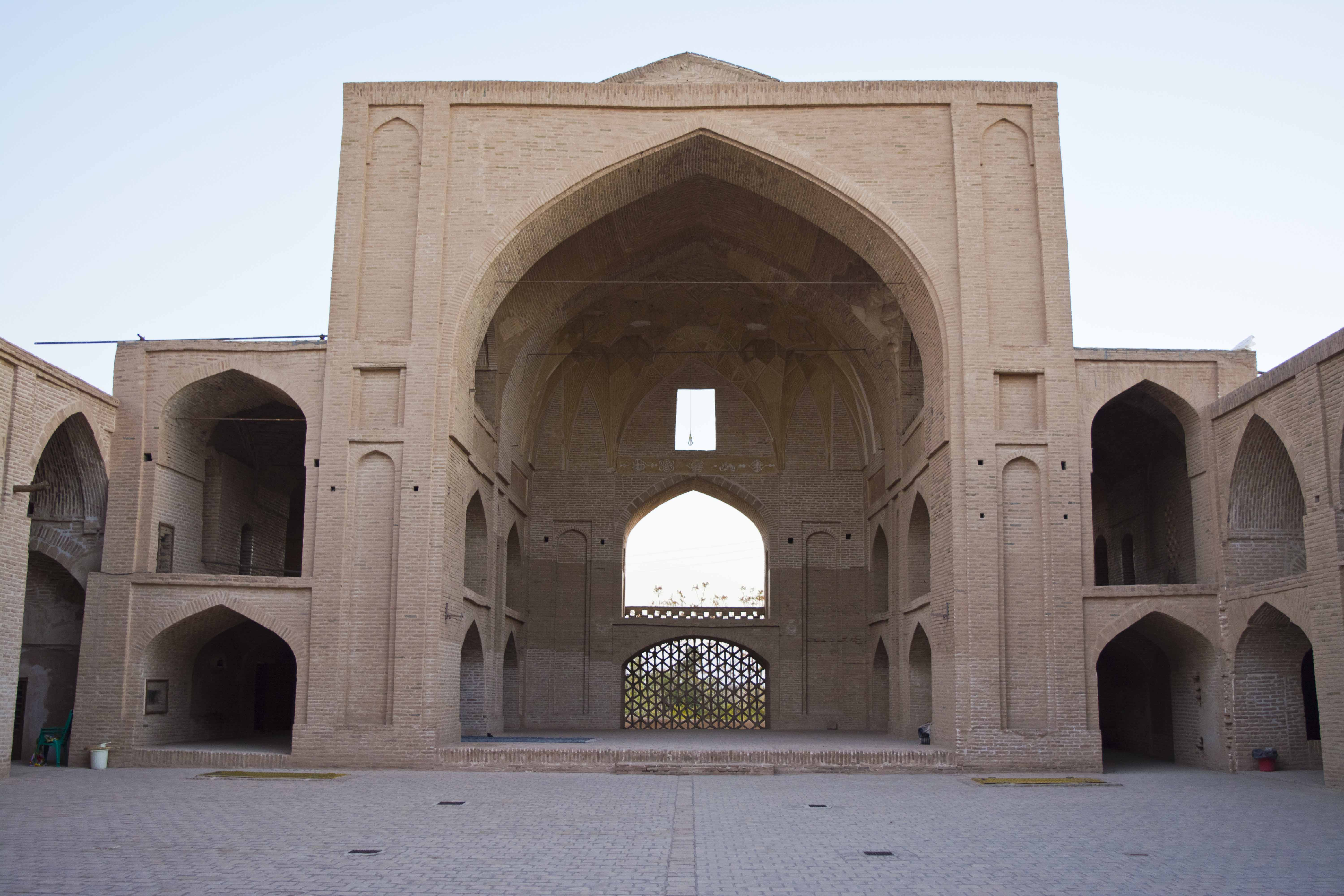
Vues matinales de la mosqué
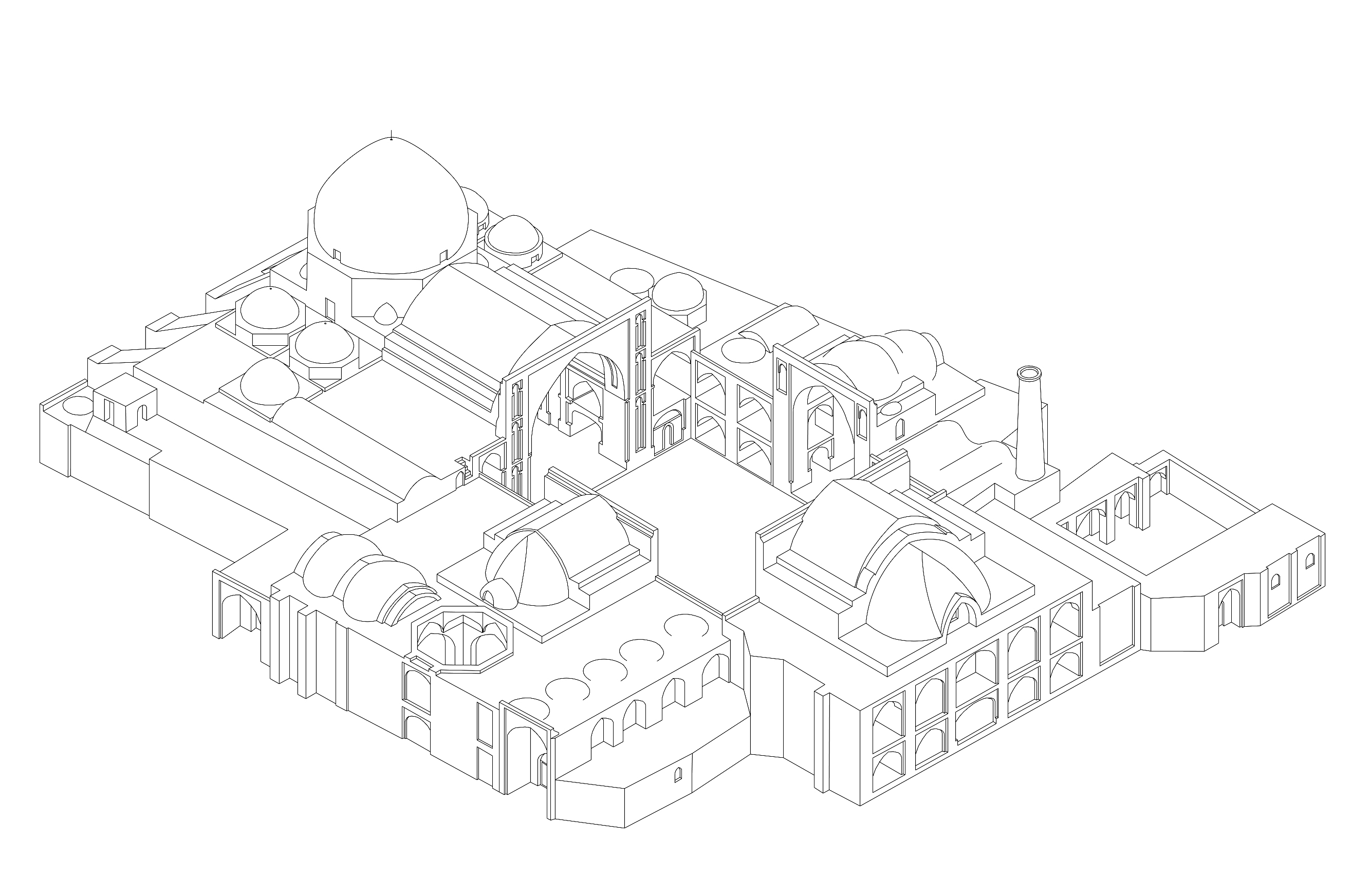
vue isométrique

## Photographs of Ardestan
— Masjed-e Jāme'eh Ardistān:
(1), (2), (3), (4), (5), (6), (7), (8), (9), (10), (11).